# 田中敏朗
田中 敏朗（たなか としろう、男性、1932年1月13日 - ）は、日本の元プロボクサー、現役のプロボクシング・プロモーター。熊本県出身。全日本パブリックボクシングジム会長。三池高校および明治大学出身の経済学士。
日本中央競馬会元騎手で調教師の田中剛は実子。フリーアナウンサーの田中歩は実孫（剛の娘）。

## 来歴
両親は教師、実兄は陸軍幼年学校を経た医師という家系に生まれる。自身も陸軍幼年学校を受験したが不合格、一年浪人し高校に進学しアマチュアボクシングを始め、インターハイ出場し、スポーツ推薦で明治大学に進学し全日本選手権でライトフライ級及びフライ級の二階級制覇、白井義男のスパーリングパートナーも務めた。
卒業した1955年に日興ジム所属でプロデビューし1967年まで現役で活躍し矢尾板貞雄と引き分けた実績も有したが、明大時代からの後輩米倉健志に世界挑戦のチャンスを譲りバンタム級に転向。
引退直後から暁ボクシングジム（設立時はタナカボクシングジム）を経営。（ローマオリンピック日本代表）芳賀勝男・斎藤勝男・（後の西島洋介の師匠）渡辺治・（後に帝拳に移籍する）赤坂義昭らを育てた。１９１１年に協栄ボクシングジム初代会長金平正紀らとパブリック・マネージャーシステム導入に尽力。パブリック・マネージャーシステムは１９８１年プロボクシング協会の理事会においてプロボクシング協会の下部組織とし全日本マネージャー協会の設立が決定された。一時期は角海老宝石ボクシングジムと合流して同時期に坂本博之や前田宏行を指導。
1995年1月より文京区の後楽園ホール周辺で全日本パブリックボクシングジムを経営。2002年には名護明彦を白井・具志堅スポーツジムから獲得。